# 藤原継縄
藤原 継縄（ふじわら の つぐただ、神亀4年〈727年〉 - 延暦15年〈796年〉）は、奈良時代後期から平安時代初期にかけての公卿。藤原南家の祖である左大臣・藤原武智麻呂の孫。右大臣・藤原豊成の次男。官位は正二位・右大臣、贈従一位。桃園右大臣あるいは中山を号す。

## 経歴

### 出生から藤原仲麻呂の乱まで
天平宝字7年（763年）37歳で従五位下に叙爵する。末弟（四男）の縄麻呂は既に天平勝宝元年（749年）に20歳で従五位下に叙されているが、これは縄麻呂の母（参議・藤原房前の娘）の身分が高く、縄麻呂が嫡子として扱われた可能性があるのと、その後の藤原仲麻呂政権下で父と共に権力から排除されていたためと想定される。翌天平宝字8年（764年）正月に信濃守に任官するが、9月に藤原仲麻呂の乱が発生した際に、越前守であった藤原辛加知（仲麻呂の子）が佐伯伊多智に斬殺されると、継縄はその後任として越前守に転任した。藤原仲麻呂は北陸道への逃亡を企てており、越前は軍事的に重要な場所であった点から、軍事目的の任命と考えられる。また、この反乱を通じて大宰員外帥に左遷されていた父・豊成も右大臣に復帰している。

### 道鏡政権・光仁朝
道鏡政権に入ると急速に昇進し、天平神護元年（765年）正月に従五位上に進むと、同年11月の父・豊成の薨去に伴って三階昇進して従四位下に叙せられる。さらに翌天平神護2年（766年）には参議に任ぜられ公卿に列す傍ら、右大弁・外衛大将と文武の要職も兼帯した。
宝亀元年（770年）光仁天皇の即位に伴って従四位上に叙せられると、翌宝亀2年（771年）従三位と光仁朝初頭は引き続き順調に昇進する。また、光仁朝では外衛大将・左兵衛督・兵部卿など武官を歴任した。宝亀10年（779年）に弟の中納言・藤原縄麻呂が薨去すると、継縄は藤原南家の氏上格となり、翌宝亀11年（780年）2月に中納言に昇進する。同年3月に陸奥国で蝦夷の族長であった伊治呰麻呂が反乱を起こし、按察使・紀広純を殺害したため（宝亀の乱）、これを鎮圧すべく継縄は征東大使に任ぜられた。しかし継縄は準備不足などを理由にして平城京から出発しようとせず、遂に大使を罷免されてしまい、9月になって後任の大使として藤原小黒麻呂が任ぜられている。ただし、継縄は特に叱責を受けたり左遷されるなどの処分は受けていない。

### 桓武朝
天応元年（781年）桓武天皇が即位すると、同じ藤原南家の従兄弟・藤原是公が重用されるようになる。同年9月に2人は正三位・中納言となって肩を並べ、翌天応2年（782年）是公が先に大納言に昇進して官位面で後塵を拝することになった。延暦2年（783年）には是公は右大臣に就任するが、後任の大納言には継縄が任ぜられ、藤原南家の公卿で太政官の首班・次席を占めた。妻の百済王明信が桓武天皇の後宮に入っていたことや、延暦4年（785年）の藤原種継暗殺事件や桓武天皇の皇后藤原乙牟漏・夫人旅子の相次ぐ死により藤原式家の勢力が衰えたためか昇進も順調で、大宰帥・皇太子傅・中衛大将を経て、延暦8年（789年）藤原是公の薨去により太政官の筆頭の地位に就き、延暦9年（790年）右大臣に至った。
継縄が太政官筆頭の時期の重要事項として、延暦11年（792年）全国の兵士を廃止して健児を置いたことがあげられる。延暦13年（794年）の平安京遷都に深く関わったとする説もある。『続日本紀』の編纂者としても名が挙げられているが、生前には一部分しか完成しておらず、実際に関与した部分は少なかったと見られている。
延暦15年（796年）7月16日薨御。享年70。最終官位は右大臣正二位兼行皇太子傅中衛大将。没後に従一位が贈られた。

## 人物
夫人が百済系渡来氏族出身（百済王氏）であったためか、同じく百済系渡来氏族出身とされる高野新笠を母に持つ、桓武天皇からの個人的信頼が厚かった政治家の一人であり、天皇が継縄の邸に訪れることもしばしばであった。その際に百済王氏一族を率いて百済楽を演奏させたことがある。
重職に就いたが、遜って礼節を弁え自制した。政治の実績の評判は聞こえなず才識もなかったが、世の批判を受けることはなかったという（『日本後紀』）。凡庸な人物であるものの人柄はよかった点も桓武の信任を得た理由だという説がある。一方で、藤原種継の暗殺後に長岡京造営の責任者となり、長岡京が都として不向きと判断すると部下だった和気清麻呂と共に平安京遷都に動いていること、桓武天皇が交野で実施した郊祀の実施に妻の実家である百済王氏一族と共に関与しているなど、桓武天皇の権威付けに関わる事業において重要な役割を果たしていたという説もあり、桓武天皇を裏から支えた存在とみることも可能である。

## 官歴
『続日本紀』による。
- 時期不詳：正六位上
- 天平宝字7年（763年） 正月9日：従五位下
- 天平宝字8年（764年） 正月21日：信濃守。9月17日：越前守
- 天平神護元年（765年） 正月7日：従五位上。11月23日：従四位下（越階）
- 天平神護2年（766年） 3月：右大弁[10]。7月22日：参議
- 神護景雲2年（768年） 11月13日：兼外衛大将、右大弁如元
- 宝亀元年（770年） 10月1日：従四位上
- 宝亀2年（771年） 正月28日：正四位上（越階）。閏3月1日：兼但馬守。11月27日：従三位
- 宝亀3年（772年） 2月16日：兼大蔵卿、左兵衛督[10]。11月1日：兼宮内卿
- 宝亀5年（774年） 9月4日：兼兵部卿、左兵衛督如元
- 宝亀11年（780年） 2月1日：中納言。3月28日：征東大使
- 天応元年（781年） 5月7日：兼中務卿。7月10日：兼左京大夫。9月3日：正三位
- 延暦2年（783年） 7月19日：大納言
- 延暦4年（784年） 7月6日：兼大宰帥。11月25日：兼皇太子傅（皇太子・安殿親王）
- 延暦5年（786年） 4月11日：従二位、兼民部卿。6月9日：兼造東大寺長官、東宮傅民部卿如元
- 延暦8年（789年） 10月10日：中衛大将。12月29日：御葬司（皇太后・高野新笠葬儀）
- 延暦9年（790年） 2月27日：右大臣。閏3月11日：御葬司（皇后・藤原乙牟漏葬儀）
- 延暦13年（794年）10月27日：正二位[10]。
- 延暦15年（796年） 7月16日：薨御（右大臣正二位兼行皇太子傅中衛大将）、贈従一位

## 系譜
『尊卑分脈』による。
- 父：藤原豊成
- 母：路虫麻呂の娘
- 妻：留女之女郎（大伴旅人の娘）
  - 長男：藤原真葛
- 妻：百済王明信（百済王理伯の娘） - 従二位・尚侍
  - 次男：藤原乙叡（761-808）

## 参考部兼
- 坂上康俊『律令国家の転換と「日本」』講談社〈日本の歴史 第5巻〉、2001年。ISBN 4-06-268905-7。
- 高島正人「奈良時代中後期の藤原南家」『奈良時代諸氏族の研究 : 議政官補任氏族』所収、吉川弘文館、1983年、ISBN 4642021183。
- 西本昌弘「長岡京前期の政治的動向」『平安前期の政変と皇位継承』所収、吉川弘文館、2022年。ISBN 978-4-642-04667-1。（初出:『条里制・古代都市研究』第36号、条里制・古代都市研究会、2021年3月。ISSN 2187-4026。）
- 坂本太郎・平野邦雄 監修『日本古代氏族人名辞典』吉川弘文館、1990年。ISBN 4642022430。
- 坂本太郎『六国史』吉川弘文館〈日本歴史叢書 新装版〉、1994年（初版1970年）。ISBN 978-4-642-06602-0。
- 宇治谷孟『続日本紀 全現代語訳 （中）』講談社〈講談社学術文庫〉、1992年。
- 宇治谷孟『続日本紀 全現代語訳 （下）』講談社〈講談社学術文庫〉、1995年。
- 黒板勝美編『日本後紀』吉川弘文館〈新訂増補国史大系〉、1974年。ISBN 4642000054。
- 黒板勝美・国史大系編修会 編『公卿補任 第一篇』吉川弘文館〈新訂増補国史大系〉、1982年。
- 黒板勝美・国史大系編修会 編『尊卑分脈 第二篇』吉川弘文館〈新訂増補国史大系〉、1987年。